# Malý Sošov
Malý Sošov (polsky Soszów Mały, 763 m n. m.) je nevýrazná, částečně zalesněná hora v západní části Slezských Beskyd. Leží asi 3 km východně od Nýdku na česko-polské státní hranici. Česká část leží na území okresu Frýdek-Místek (Moravskoslezský kraj), polská v okrese Cieszyn (Slezské vojvodství) a krajinném parku Park Krajobrazowy Beskidu Śląskiego. Hora se nachází v hlavním hřbetu pásma Čantoryje mezi Velkým Sošovem a Beskydským sedlem. Na severovýchodním (polském) úpatí hory se nachází osada Jawornik.

## Přístup
Na vrchol lze vystoupit po hlavní hřebenové trase buď z Beskydského sedla, nebo z Velkého Sošova. Trasa je značena na české straně modře, na polské červeně (Główny Szlak Beskidzki).